# Osmanabad (miasto)
Osmanabad – miasto w Indiach, w stanie Maharasztra. W 2011 roku liczyło 111 825 mieszkańców.